# Tyrone, New York
Tyrone är en kommun (town) i Schuyler County i delstaten New York. Vid 2020 års folkräkning hade Tyrone 1 640 invånare.